# Delphine Darbellay
Delphine Darbellay (* 23. Oktober 2002) ist eine Schweizer Skirennfahrerin.

## Karriere
Darbellay stammt aus La Fouly. Ihr internationales Renndebüt feierte sie am 15. November 2018 in Diavolezza bei einem FIS-Slalom. Ihr erstes internationales Grossereignis bestritt sie 2021 bei den Juniorenweltmeisterschaften in Bansko, wobei sie jedoch sowohl im Super-G als auch im Riesenslalom ausschied. Bis zu diesem Zeitpunkt hatte Darbellay hauptsächlich an FIS-Rennen in der Schweiz sowie im benachbarten Ausland teilgenommen.
Im darauffolgenden Jahr gewann sie bei Juniorenweltmeisterschaften in Panorama die Bronzemedaille im Mannschaftswettbewerb. Infolgedessen durfte sie am 18. März 2022 beim Weltcupfinal in Courchevel ihr Weltcupdebüt geben. Beim dortigen Mannschaftswettbewerb siegte sie gemeinsam mit Livio Simonet, Andrea Ellenberger und Fadri Janutin.
In den nächsten Jahren startete Darbellay hauptsächlich im Europacup, ohne dabei jedoch grössere Erfolge zu erzielen.
Zu Beginn der Saison 2024/25 gewann Darbellay am 3. Dezember 2024 in Zinal ihr erstes Europacuprennen. Wenige Monate später gewann sie bei den Winter World University Games in Turin die Silbermedaille im Riesenslalom. Aufgrund dieser Leistung wurde sie überraschend für die Weltmeisterschaften in Saalbach nominiert. Dort gewann sie gemeinsam mit Wendy Holdener, Luca Aerni und Thomas Tumler die Silbermedaille im Mannschaftswettbewerb.

## Erfolge

### Weltmeisterschaften
- Saalbach 2025: 2. Mannschaft

### Weltcup
- Ein Sieg

| Datum         | Ort                | Land       | Disziplin  |
| ------------- | ------------------ | ---------- | ---------- |
| 18. März 2022 | Courchevel/Méribel | Frankreich | Mannschaft |

### Juniorenweltmeisterschaften
- Bansko 2021: DNF Super-G, DNF Riesenslalom
- Panorama 2022: 3. Mannschaft, 9. Super-G, 14. Abfahrt, 22. Alpine Kombination, DNF Riesenslalom
- St. Anton 2023: DNF Abfahrt

### Europacup
- Ein Sieg

| Datum            | Ort   | Land    | Disziplin    |
| ---------------- | ----- | ------- | ------------ |
| 3. Dezember 2024 | Zinal | Schweiz | Riesenslalom |

### Nor-Am Cup
- 2 Platzierungen unter den besten 15

### Winter World University Games
- Bardonecchia 2025: 2. Riesenslalom, DNF Super-G